# 拉沙佩勒-蒙塔布莱
拉沙佩勒-蒙塔布莱（法語：La Chapelle-Montabourlet）是法国多尔多涅省的一个市镇，属于佩里格区。该市镇总面积5.77平方公里，2009年时的人口为65人。

## 人口
拉沙佩勒-蒙塔布莱人口变化图示